# Мукачівсько-Пряшівська єпархія
Мукачівсько-Пряшівська єпархія — єпархія Сербської православної церкви, що існувала з 1930 і до 1945 року на території Закарпаття.

## Історія
Після розпаду Київської Руси й утворення Королівства Руського, Закарпатська православна єпархія деякий час входила до складу Галицької митрополії.
24 квітня 1646 року в церкві-каплиці Ужгородського замку з ініціативи єпископа Василя Тарасовича, 63 священики засвідчили єдність із Католицькою Церквою (була укладена Ужгородська унія).
У XVIII та XIX століттях православні Закарпаття встановили звя’зки з єпархією Буди сербського патріархата Печі.
Після закінчення Першої світової війни і з розпадом Австро-Угорської імперії Закарпаття увійшло до складу Чехословаччини. Її конституція проголошувала свободу віросповідання. Архієрейський собор Сербської церкви ухвалив рішення про відрядження єпископа Нішського Досифея в Чехословаччину. Був вироблений статут нової Церкви, і для його затвердження центральною владою єпископ Досифей направляється в Прагу, де 28-29 серпня 1921 року проходив Другий Собор Чехословацької Церкви. Наступники єпископа Досифея, також носили титули сербських єпархій, а в 1930 році єпископ Бітольський Йосип був призначений архієреєм вже з титулом екзарха Карпатської Русі. 2 серпня 1931 року він відновив Мукачівську кафедру, і в цьому ж році Сербська церква отримала право призначати на постійне служіння правлячого архієрея з титулом Мукачівський і Пряшівський.

## Радянський період
Після захоплення Закарпаття Радянською армією в 1944 році край приєднали до СРСР, після чого, за взаємною згодою між Російською і Сербською Православними Церквами, закріпленою на засіданні Священного Синоду Російської православної церкви 22 жовтня 1945 року, Мукачівська єпархія в складі земель, які увійшли в СРСР, перейшла під омофор Московського Патріарха. Словацька частина Мукачівської єпархії, що залишилася в складі Чехословаччини, увійшла до Чеської єпархії.